# راترهام
constituency_Westminsterراترهامlatitudeراترهامlongitudeراترهام
راترهام (به انگلیسی: Rotherham) شهری در منطقهٔ بیرمنگام در یورکشایر و هامبر کشور انگلستان است که این کشور خود بخشی از بریتانیا محسوب می‌شود. این شهر در سال ۱۹۹۱ میلادی ۱۲۱٫۳۸۰ نفر جمعیت داشته و در سرشماری سال ۲۰۰۱ جمعیت آن به ۱۱۷٫۲۶۲ نفر رسیده‌است. میزان رشد سالانهٔ جمعیت راترهام ‎-۰٫۵ درصد می‌باشد و جمعیت این شهر در سال ۲۰۱۲ به ۱۱۰٫۹۳۶ نفر تغییر یافت.

## خصوصیات
راترهام ۲۴۸٬۱۷۶ نفر جمعیت دارد.